# Municipio de Bug Hill
El municipio de Bug Hill (en inglés: Bug Hill Township) es un municipio ubicado en el  condado de Columbus en el estado estadounidense de Carolina del Norte. En el año 2010 tenía una población de 2.892 habitantes.

## Geografía
El municipio de Bug Hill se encuentra ubicado en las coordenadas 34°3′26.61″N 78°40′56.06″O / 34.0573917, -78.6822389.